# 菲姆站
菲姆站，是法国的一个铁路车站，位于法国51省的菲姆。

## 位置
菲姆站位于菲姆市区的北部，苏瓦松－日韦铁路28.134公里点处，距离兰斯大约26公里。车站大致呈东西走向，开口朝南。
自2016年4月拉菲尔泰米龙至菲姆间的铁路线关闭后，菲姆站已成为事实上的尽头车站。

## 设施
菲姆站设有人工售票窗口，其开放时间如下：
周一至五：10:00~12:40和13:00~16:00
周六：10:00~12:40和13:40~17:00
周日及节假日：10:00~13:40和14:00~18:00
此外，菲姆站还设有自动售票机等设施。

## 停靠线路
以下列车线路在菲姆站停靠：
| 菲姆站列车线路表 |      |          |                                |              |
| 线路             | 车种 | 上一站   | 下一站                         | 大致运行频率 |
| 菲姆—兰斯        | TER  | （起点） | 马尼厄-库尔朗东/韦勒河畔容什里 | 每天2~10趟   |
| 1.               |      |          |                                |              |

## 配套交通

### 长途客车
| 停靠菲姆站的大巴车            |                        | |
| 上下车地点                    | 运营单位               | 主要线路及目的地 |
| 漫步广场 Place de l'Esplanade | 埃纳省城际客运（CITA） | - R560线：苏瓦松、布赖讷、兰斯                                                                                      |
| 菲姆站门口                    | SNCF Car TER           | - 09线：塔德努瓦地区费尔、讷伊圣弗龙、米隆堡 - 当某条铁路线施工或罢工时，SNCF可能也会提供途径该线路沿途站点的大巴车 |
| 1. 2. 3.                      |                        | |

### 市内交通
菲姆站附近暂无城市公共交通线路。

### 社会车辆
菲姆站门口设有社会车辆停车场。

## 临近车站
| 菲姆站（Gare de Fismes）       |                  |                   |
| 上行车站                       | 线路             | 下行车站          |
| （起点） （上行路段已关闭）    | 苏瓦松－日韦铁路 | 马尼厄-库尔朗东站 |
| - 本表仅显示运营中的线路及车站 |                  |                   |